# 瓜塔巴·伊本·舍比卜
瓜塔巴·伊本·舍比卜(749年8月27日死亡，Qahtaba ibn Shabib al-Ta'i)是阿拔斯王朝开国功臣，在阿拔斯革命中扮演着重要角色。

## 生平
瓜塔巴是来自呼罗珊的阿拉伯人，属于当地阿拉伯穆斯林的多数族群也门（Yemeni）部落联盟。他前往麦加，在那里伊玛目Hashimiyya Ibrahim ibn Muhammad让他领导呼罗珊的起义反抗伍麦叶王朝。起义的主要领导人是阿布·穆斯林，随着梅尔夫的陷落，瓜塔巴被任命为军队指挥官追击伍麦叶王朝末代呼罗珊总督奈斯尔。
他的军队攻克了纳斯尔躲藏的內沙布爾，8月在戈尔甘击败了一支上万人的伍麦叶军队。 并在那里过冬，749年3月，在伊斯法罕附近，他击败了一支迪尤巴拉（Amir ibn Djubara）领导的号称5万人的军队。在短暂围攻后，占领了納哈萬德后，阿拔斯军队开始向伊拉克进军。瓜塔巴的军队以库费为目标快速行军，但是遭到伍麦叶总督Yazid ibn Hubayra的阻击。瓜塔巴夜袭亚兹德营地，迫使亚兹德带领军队逃往瓦西特（Wasit）。此役，瓜塔巴阵亡。他的儿子哈桑·伊本·瓜塔巴继续指挥军队，并在9月2日占领了库费。哈桑和他的兄弟胡马伊德·伊本·瓜塔巴 在阿拔斯王朝初期是最重要的军事将领。